# Lacconectus maoyangensis
Lacconectus maoyangensis is een keversoort uit de familie waterroofkevers (Dytiscidae). De wetenschappelijke naam van de soort is voor het eerst geldig gepubliceerd in 2003 door Brancucci.